# Conjetura de Mertens

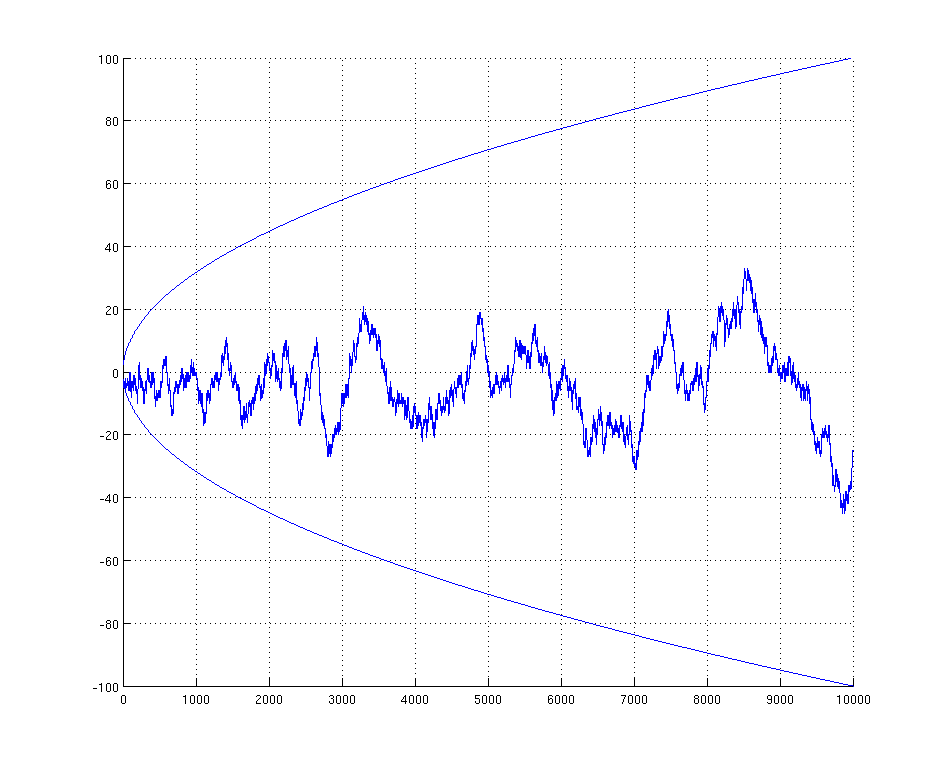

En matemáticas, la conjetura de Mertens fue una conjetura según la cual la función de Mertens M(n) estaría acotada por √n. Fue planteada por Franz Mertens en 1897 y se demostró que era falsa en 1985. La conjetura, de haberse demostrado cierta, habría implicado la veracidad de la hipótesis de Riemann.

## Definición
En teoría de números, se define la función de Mertens como:
{\displaystyle M(n)=\sum _{1\leq k\leq n}\mu (k)}
donde μ(k) es la función de Möbius, entonces, la conjetura de Mertens afirma que:
{\displaystyle \left|M(n)\right|<{\sqrt {n}}}

## Historia
En 1885, Stieltjes afirmó haber demostrado este resultado, pero no publicó una demostración, probablemente porque descubrió que tenía un error. La conjetura fue inicialmente postulada por Franz Mertens en 1897, basándose en los resultados parciales de Stieltjes, publicó un documento en el que opinaba que «era probable que fuese cierta».
Sin embargo, en 1985, te Riele y Odlyzko demostraron que la conjetura de Mertens es falsa.
La conjetura de Mertens es interesante, porque, si se hubiese demostrado su veracidad, eso habría implicado que la famosa hipótesis de Riemann también era cierta. 

## Conexión con la hipótesis de Riemann
El nexo con la hipótesis de Riemann se basa en el hecho de que se puede derivar el resultado
{\displaystyle {\frac {1}{\zeta (z)}}=z\int _{1}^{\infty }{\frac {M(x)}{x^{z+1}}}dx}
donde ζ(z) es la función zeta de Riemann. La conjetura de Mertens significaría que esta integral converge para Re(z) > 1/2, lo que a su vez implicaría que 1/ζ(z) está definido para Re(z) > 1/2 y por simetría para Re(z) < 1/2. Así, los únicos ceros de ζ(z) estarían en Re(z) = 1/2, como dice la hipótesis de Riemann.